# Sudamericano de Rugby A 2011
El Sudamericano de Rugby A del 2011 se disputó en mayo de 2011 en las ciudades de Puerto Iguazú y Posadas, ambas en la provincia de Misiones, Argentina. Contó con 2 fases, la primera fue un cuadrangular con las selecciones de Brasil, Paraguay, Chile y Uruguay; y la segunda la integró las dos últimas mencionadas y Argentina. El triunfador del campeonato (la selección argentina) levantó la Copa Voto Cataratas según se informó el 30 de abril del corriente año durante el lanzamiento del Sudamericano en Posadas Plaza Shopping.

## Equipos participantes
- Selección de rugby de Argentina (Los Pumas)
- Selección de rugby de Brasil (Los Vitória-régia)
- Selección de rugby de Chile (Los Cóndores)
- Selección de rugby de Paraguay (Los Yacarés)
- Selección de rugby de Uruguay (Los Teros)

## Primera Fase
Los equipos ubicados en primera y segunda posición en esta tabla clasificaban a la 2ª fase del Sudamericano A 2012 para participar junto a Argentina del triangular por el título pero CONSUR cambió el sistema de disputa a dos fases de los últimos torneos para jugar un cuadrangular a una sola ronda. Otro cambio fue que el último clasificado (Paraguay) tendría derecho a un repechaje frente al vencedor del Sudamericano B 2011 (Venezuela) por la permanencia pero descendió de oficio al Sudamericano B 2012.

### Posiciones
| Pos. | Equipo   | Encuentros | Encuentros | Encuentros | Encuentros | Tantos  | Tantos    | Tantos     | Puntos |
| Pos. | Equipo   | jugados    | ganados    | empatados  | perdidos   | a favor | en contra | diferencia | Puntos |
| ---- | -------- | ---------- | ---------- | ---------- | ---------- | ------- | --------- | ---------- | ------ |
| 1    | Chile    | 3          | 3          | 0          | 0          | 117     | 27        | + 90       | 9      |
| 2    | Uruguay  | 3          | 2          | 0          | 1          | 159     | 45        | + 114      | 6      |
| 3    | Brasil   | 3          | 1          | 0          | 2          | 75      | 78        | - 3        | 3      |
| 4    | Paraguay | 3          | 0          | 0          | 3          | 23      | 224       | - 201      | 0      |

Nota: Se otorgan 3 puntos al equipo que gane un partido, 1 al que empate y 0 al que pierda
|  | Clasificados a la Segunda Fase del Sudamericano A 2012 |

|  | A repechaje por la permanencia frente al ganador del Sudamericano B 2011 |

### Resultados

#### Primera Fecha[3]
| 14 de mayo 14:00 | Uruguay | 102 - 6 | Paraguay | cancha del Cataratas Rugby Club, Puerto Iguazú, Argentina |                              |
|                  |         | Reporte |          | Árbitro(s): Henrique Platais                              | Árbitro(s): Henrique Platais |

| 14 de mayo 16:10 | Chile | 25 - 6  | Brasil | cancha del Cataratas Rugby Club, Puerto Iguazú, Argentina |                          |
|                  |       | Reporte |        | Árbitro(s): Mauro Rivera                                  | Árbitro(s): Mauro Rivera |

#### Segunda Fecha
| 17 de mayo 14:00 | Chile | 71 - 3  | Paraguay | cancha del Cataratas Rugby Club, Puerto Iguazú, Argentina |                          |
|                  |       | Reporte |          | Árbitro(s): Mauro Rivera                                  | Árbitro(s): Mauro Rivera |

| 17 de mayo 16:10 | Uruguay | 39 - 18 | Brasil | cancha del Cataratas Rugby Club, Puerto Iguazú, Argentina |                              |
|                  |         | Reporte |        | Árbitro(s): Felipe Balbontin                              | Árbitro(s): Felipe Balbontin |

#### Tercera Fecha
| 20 de mayo 13:45 | Brasil | 51 - 14 | Paraguay | cancha del Cataratas Rugby Club, Puerto Iguazú, Argentina |                           |
|                  |        | Reporte |          | Árbitro(s): Luis Caviglia                                 | Árbitro(s): Luis Caviglia |

| 20 de mayo 16:00                | Uruguay | 18 - 21 | Chile | cancha del Cataratas Rugby Club, Puerto Iguazú, Argentina |                           |
|                                 |         | Reporte |       | Árbitro(s): Carlos Romero                                 | Árbitro(s): Carlos Romero |
| Válido para el triangular final |         |         |       |                                                           |                           |

## Segunda Fase

### Posiciones
| Pos. | Equipo    | Encuentros | Encuentros | Encuentros | Encuentros | Tantos  | Tantos    | Tantos     | Puntos |
| Pos. | Equipo    | jugados    | ganados    | empatados  | perdidos   | a favor | en contra | diferencia | Puntos |
| ---- | --------- | ---------- | ---------- | ---------- | ---------- | ------- | --------- | ---------- | ------ |
| 1    | Argentina | 2          | 2          | 0          | 0          | 136     | 20        | + 116      | 6      |
| 2    | Chile     | 2          | 1          | 0          | 1          | 27      | 79        | - 52       | 3      |
| 3    | Uruguay   | 2          | 0          | 0          | 2          | 32      | 96        | - 64       | 0      |

Nota: Se otorgan 3 puntos al equipo que gane un partido, 1 al que empate y 0 al que pierda

### Resultados

#### Primera Fecha
| 22 de mayo 15:30 | Argentina | 61 - 6  | Chile | cancha del Cataratas Rugby Club, Puerto Iguazú, Argentina |                           |
|                  |           | Reporte |       | Árbitro(s): Luis Caviglia                                 | Árbitro(s): Luis Caviglia |

#### Segunda Fecha
| 25 de mayo 15:30  | Argentina | 75 - 14 | Uruguay | cancha del Club Capri, Posadas, Argentina |                                |
|                   |           | Reporte |         | Árbitro(s): Francisco Pastrana            | Árbitro(s): Francisco Pastrana |
| Argentina campeón |           |         |         |                                           |                                |

| Bandera de Argentina     |
| Campeón Argentina        |
| Trigésimo segundo título |

## Curiosidades
- El match entre Uruguay y Paraguay (102 - 6) estableció el récord para Los Teros del triunfo con mayor diferencia de tantos en su historia.[4]
- También los chilenos tuvieron para festejar ya que triunfaron frente a los uruguayos (21 - 18) y determinó el segundo puesto del torneo como es habitual en el enfrentamiento entre dichas selecciones. La última victoria de Los Cóndores sobre Los Teros había sido hace 9 años.[5]